# Serra Preta
Serra Preta es un municipio brasileño del estado de Bahía localizado en el semiárido bahiano, con un área territorial de 539Km².
Su población, según el último censo del IBGE en 2000, es de 17.720 habitantes distribuido de la siguiente forma: 
- 58% en la zona urbana
- 42% en la zona rural.